# Boconoíto (Venezuela)
Pour les articles homonymes, voir Boconoito.
Boconoíto est le chef-lieu de la municipalité de San Genaro de Boconoíto dans l'État de Portuguesa au Venezuela. Autour de la ville s'articule la division territoriale et statistique de Capitale San Genaro de Boconoíto.